# Rhaphuma insignaticollis
Rhaphuma insignaticollis är en skalbaggsart som beskrevs av Maurice Pic 1937. Rhaphuma insignaticollis ingår i släktet Rhaphuma och familjen långhorningar. Inga underarter finns listade i Catalogue of Life.